# Intibucá (ort)
Intibucá är en ort i Honduras.   Den ligger i departementet Departamento de Intibucá, i den västra delen av landet, 110 km väster om huvudstaden Tegucigalpa. Intibucá ligger 1 692 meter över havet och antalet invånare är 13 741.
Terrängen runt Intibucá är huvudsakligen kuperad, men den allra närmaste omgivningen är platt. Runt Intibucá är det ganska tätbefolkat, med 56 invånare per kvadratkilometer. Intibucá är det största samhället i trakten. 